# Eleccions presidencials russes de 1991
Les eleccions presidencials russes de 1991 (Президентские выборы в РСФСР, Prezidentskie vibori v RSFSR) foren celebrades el 12 de juny de 1991 a la República Socialista Federativa Soviètica de Rússia (RSFSR). Aquesta fou la primera elecció presidencial russa en la història. Els comicis tingueren lloc tres mesos després que els russos votaren a favor d'establir una presidència elegida per votació directa en un referèndum al març del mateix any. El guanyador de les eleccions fou Borís Ieltsin amb un 58,6% dels vots emessos.

## Campanya

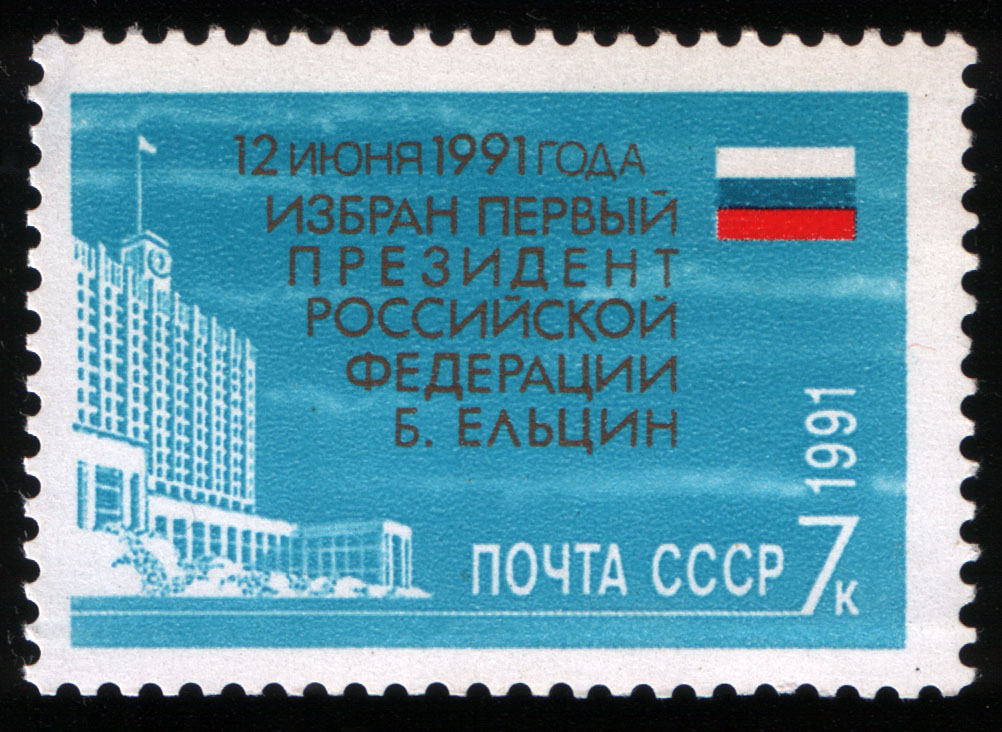
Segell postal de les eleccions

Tot i que Ieltsin participà com a candidat independent, tenia el suport de Rússia Democràtica. Malgrat el fet que quatre candidats foren membres del Partit Comunista de la Unió Soviètica (PCUS), només Nikolai Rijkov fou oficialment nomenat pel partit. Els altres candidats comunistes participaren formalment com a independents.
Ieltsin era àmpliament el favorit per a guanyar els comicis. En lloc de coaligar-se en un únic candidat per enfrontar-se a Ieltsin, les forces de l'establishment soviètic donaren suport a un àmpli nombre de candidats, sent Rijkov l'únic oficial. Com que no es creia que cap candidat poguera derrotar a Ieltsin en la primera volta, els comunistes dipositaren les esperances en que l'existència d'un gran nombre de candidats augmentaria les probabilitats de que Ieltsin no arribara al 50% dels vots i es convocara una segona volta com marcava la llei electoral. Així, els comunistes creien que a la tardor el clima polític a Rússia seria diferent, pot ser menys procliu a Ieltsin. Pensant això, trobaven que, en celebrar-se una segona volta, Ieltsin estaria en una posició més debil com a candidat. No obstant això, finalment Ieltsin aconseguí els suficients vots com per a que no calguera una segona volta.
Amb unes perspectives electorals bones, Ieltsin va fer una campanya electoral d'intensitat relativament baixa. En lloc d'intensificar la retòrica i mobilitzar els votants, Ieltsin adoptà una estratègia molt més relaxada, atacant poc els seus rivals i oferint pocs detalls públics sobre la seua futura política. En canvi, els seus oponents, molt més atabalats pels possibles resultats electorals i l'avantatge de Ieltsin, començaren a atacar-se entre ells públicament.

## Resultats
| Candidat a president Candidat a vicepresident | Candidat a president Candidat a vicepresident | Partit                          | Vot popular | %      |
| --------------------------------------------- | --------------------------------------------- | ------------------------------- | ----------- | ------ |
|                                               | Borís Ieltsin Aleksandr Rutskoi               | Independent                     | 45.552.041  | 58,56% |
|                                               | Nikolai Rijkov Borís Grómov                   | Partit Comunista (PCRSFSR)      | 13.395.335  | 17,22% |
|                                               | Vladímir Jirinovski Andrey Zavidiya           | Partit Liberal Democràtic (PLD) | 6.211.007   | 7,98%  |
|                                               | Aman Tuleiev Viktor Botxarov                  | Independent                     | 5.417.464   | 6,96%  |
|                                               | Albert Makaixóv Alexei Sergeiev               | Independent                     | 2.969.511   | 3,82%  |
|                                               | Vadím Bakátin Ramazán Abdulatípov             | Independent                     | 2.719.757   | 3,50%  |
| Contra tots                                   | Contra tots                                   | Contra tots                     | 1.525.410   | 1,96%  |
| Total                                         | Total                                         | Total                           | 77.790.525  | 100%   |
| Vots vàlids                                   | Vots vàlids                                   | Vots vàlids                     | 77.790.525  | 97,84% |
| Vots invàlids                                 | Vots invàlids                                 | Vots invàlids                   | 1.716.757   | 2,16%  |
| Vots totals                                   | Vots totals                                   | Vots totals                     | 79.507.282  | 100%   |
| Cens estimat i participació                   | Cens estimat i participació                   | Cens estimat i participació     | 106.484.518 | 74,67% |